# Округ Липтовски Микулаш
Округ Липтовски Микулаш (слч. Okres Liptovský Mikuláš) округ је у Жилинском крају, у Словачкој Републици. Административно средиште округа је град Липтовски Микулаш.

## Географија
Налази се у југоисточном дијелу Жилинског краја.
Граничи:
- на сјеверу је Округ Долни Кубин, Округ Тврдошин и Пољска,
- источно Прешовски крај,
- западно Округ Ружомберок,
- јужно Банскобистрички крај.

Клима је оштрија умјерено континентална због знатне надморске висине.

## Становништво
| Година:    | 1994.  | 2004.   | 2014.   | 2024.   |
| ---------- | ------ | ------- | ------- | ------- |
| Број људи: | 74 566 | 73 549  | 72 513  | 71 186  |
| Разлика:   |        | -1,36 % | -1,40 % | -1,83 % |

| Година:    | 2023.  | 2024.   |
| ---------- | ------ | ------- |
| Број људи: | 71 405 | 71 186  |
| Разлика:   |        | -0,30 % |

Према подацима о броју становника из 2011. године округ је имао 72.618 становника. Словаци чине 90,91% становништва.
| Етнички састав (2011)‍ | Етнички састав (2011)‍ | Етнички састав (2011)‍ | Етнички састав (2011)‍ | Етнички састав (2011)‍ |
| --------------------- | --------------------- | --------------------- | --------------------- | --------------------- |
|                       |                       |                       |                       |                       |
| Словаци               | Словаци               |                       | 0                     | 90,91%                |
| Роми                  | Роми                  |                       | 0                     | 1,86%                 |
| Чеси                  | Чеси                  |                       | 0                     | 0,95%                 |
| остали, непознато     | остали, непознато     |                       | 0                     | 6,28%                 |

## Насеља
У округу се налази два града и 54 насељена мјеста. Градови су Липтовски Микулаш и Липтовски Храдок.